# منوتو
منوتو (أصلها بالفارسي: من و تو، أي: أنا وأنت) هي قناة تلفزيونية إيرانية تبث باللغة الفارسية، تأسست سنة 2010 م وتتخذ من لندن مقرا لها.
تبث القناة النسخ الإيرانية من برنامجي ذا إكس فاكتور و(Come Dine With Me). ويعتبر توجه القناة معارضا للحكومة الإيرانية.
نشرت القناة اعلانا في اوائل 2024 م بأنها ستتوقف عن البث بسبب مشاكل مالية.